# يوري أوليفيرا ليما
يوري أوليفيرا ليما (بالبرتغالية: Yuri Oliveira Lima‏) (5 أغسطس 1994 بساو باولو في البرازيل - ) هو لاعب كرة قدم برازيلي في مركزي الدفاع والوسط.

## روابط خارجية
- يوري أوليفيرا ليما على موقع قاعدة بيانات كرة القدم.إي يو (الإنجليزية)
- يوري أوليفيرا ليما على موقع Soccerway.com (الإنجليزية)